# ذا ريد: ريدمبشن
ذا ريد: ريدمبشن (بالإنجليزية: The Raid: Redemption)‏/(بالعربية: الغارة:افتداء)، (بالإندونيسية: Serbuan maut)‏/(بالعربية: الغارة المميتة) هو فيلم حركة وفنون قتالية أُصدر في إندونيسيا سنة 2011. الفيلم من إخراج وكتابة جاريث إيفانز ومن بطولة أيكو أويس وأناندا جورج وراي ساهيتابي.

## القصة
فريق قوات خاصة يصبح محاصراً في مبنى مشتمل على العديد من الشقق يتم إدارته من قبل رجل عصابة لا يرحم وجيشه من القتلة والسفاحين، حيث يتوجب على الفريق شق طريقه عبر طوابق المبنى للنجاة بأرواحهم بعد اكتشاف وجودهم من قبل أفراد العصابة.

## الممثلون والشخصيات
| الممثل       | الشخصية التي لعبها |
| ------------ | ------------------ |
| أيكو أويس    | راما               |
| أناندا جورج  | أري                |
| راي ساهيتابي | تاما               |

## الإستقبال

### الإستقبال النقدي
تلقى مراجعات إيجابية من قِبل النقاد. حصل على نسبة 85% على موقع الطماطم الفاسدة بناء 143 مراجعة مع بمتوسط تقييم 10/7.5 حيث كان الإجماع النقدي للموقع كـ «لا زخرفات وإثارة عالية، ذا ريد: ريدمبشن فيلم أكشن إبداعي ذو إيقاع ومونتاج احترافي».
حصل الفيلم على عدة جوائز في مهرجانات أفلام عالمية مثل:
- مهرجان تورونتو السينمائي الدولي
- مهرجان جيمسون دبلن السينمائي الدولي

### إيرادات شباك التذاكر
حقق الفيلم نجاحاً ممتاز في شباك التذاكر حول العالم بالنسبة لميزانيته الضئيلة، حيث حصد أرباحاً تقدر بـ 4 ملايين دولار في الولايات المتحدة و15 مليون دولار حول العالم.

## تتمة
أثناء تطوير نص ذا ريد، بدأ إيفانز بالتفكير بأنشاء رابط بينه وبين مشروعه القادم; ذا ريد: بيراندال. تم التأكيد لاحقاً بأن بيراندال سوف يكون الجزء الثاني لـ ذا ريد وفعلا تم إصدره في 2014. صرح إيفانز أيضاً برغبته لعمل ثلاثية.

## روابط خارجية
- الموقع الرسمي
- ذا ريد: ريدمبشن على موقع IMDb (الإنجليزية)
- ذا ريد: ريدمبشن على موقع ميتاكريتيك (الإنجليزية)
- ذا ريد: ريدمبشن على موقع روتن توميتوز (الإنجليزية)
- ذا ريد: ريدمبشن على موقع نتفليكس (الإنجليزية)
- ذا ريد: ريدمبشن على موقع قاعدة بيانات الأفلام العربية
- ذا ريد: ريدمبشن على موقع ألو سيني (الفرنسية)
- ذا ريد: ريدمبشن على موقع Turner Classic Movies (الإنجليزية)
- ذا ريد: ريدمبشن على موقع أول موفي (الإنجليزية)
- ذا ريد: ريدمبشن على موقع بوكس أوفيس موجو (الإنجليزية)
- ذا ريد: ريدمبشن على موقع فيلمافينيتي (الإسبانية)